# ブレイブダンジョン
『ブレイブダンジョン』（Brave Dungeon）は、同人サークルのINSIDE SYSTEMより2016年11月30日に発売されたニンテンドー3DS用RPG。『魔神少女』シリーズのスピンオフ作で任天堂インディータイトル「Nindies」第1弾。
新キャラクターを追加し新規のカードゲーム「魔神少女COMBAT」を収録した『ブレイブダンジョン+魔神少女COMBAT』（英題：Brave Dungeon + Dark Witch Story:COMBAT）のNintendo Switch版が2017年9月28日に、Steam版が2021年8月21日に発売された。また、『ブレイブダンジョン+魔神少女COMBAT』に続編『ブレイブダンジョン 正義の意味』の先行体験版DLコードなど特典4種がついたNintendo Switchパッケージ版『ブレイブダンジョン・クロニクルパック』がビーサイドゲームズより2020年7月2日に発売された。さらに、『ブレイブダンジョン+魔神少女COMBAT』と『ブレイブダンジョン 正義の意味』をセットにしたNintendo Switchパッケージ版『ブレイブダンジョンWパック』がメビウスより2024年9月12日に発売された。

## ストーリー
奇跡の鉱石と呼ばれる「シェガー」を研究して魔法が使えるようになった人々。だがまだ解明されていないことも多く、一部強力な魔法を使えるシェガーを「マジックアイテム」として封印した。それらは各地に存在するが危険なダンジョンに眠っていることから人は簡単には近付けない。しかし、それを手に入れることを担う「トレジャーファイター」がいる。その1人である少女のアルは未だ人が辿り着いていないダンジョンに挑もうとしていた。

## システム
拠点の町「ニューポート」で主人公のアルと冒険する仲間を2人まで加えることができる。拠点にはこのほか、一定レベルに達したキャラクターのクラスチェンジやダンジョンで入手した素材を用いた装備用アクセサリの作成、依頼された素材を渡す報酬として仲間のステータスを上昇させる「ゴハンタイム」などの要素がある。
冒険するダンジョンは「アルヴァスト」「メディナ」「ウィンフォード」「ダウンエンド」「ゴッズヒル」の5つと、ゴッズヒルのクリア後にプレイ可能となる「ナイトメア」から選択する。本作の主要な目的はゴッズヒルをクリアすることで、他のダンジョンのクリアは必須ではない。各ダンジョンは複数のフロアで構成されており、フロアのどこかにいるボスを倒せばフロアのクリアとなる。
ダンジョン内にある敵のシンボルに接触すると戦闘開始となる。攻撃の順番は敵味方それぞれの素早さに応じて決定される。敵からの攻撃を受けるごとに「リベンジパワー」のゲージがたまっていき、一定の値を超えた時点で強力な魔法「リベンジマジック」が使用可能となる。
ゴッズヒルをクリアすると、各所で手に入る「シェガー」の一定量と引き換えに様々な要素を解放する「シェガーショップ」や、シェガーの獲得や消費を行う以下の「ミニゲーム」3種類などが追加される。
- ポーカー - 一定量のシェガーを賭け、役が成立すれば一定倍数のシェガーが手に入る。
- シェガチャ - シェガー[注 1]を消費し、カプセルトイの要領で様々なドット絵を入手できる。これらのドット絵を一枚のパネルに自由に並べる要素もある。
- テキヨケランナー - 自動で横スクロールする画面上を自動で走るキャラクターを操作しシェガーを集める。操作キャラクターごとに速度やライフなどが異なる。

## 登場人物

### 仲間キャラクター
アル
声 - 天乙准花
本作の主人公。お宝の眠る「ゴッズヒル」があるベルファ島に来たトレジャーファイター。大きなカマを武器にしていることから「死神」の通称で知られる。
パペルネ
貿易都市ポーツマシティの長の娘で、自身も貿易活動をしている。ベルファ島に物品の仕入れに来た際、アルに声をかけられ一緒にマジックアイテムを探すことになる。
ルディ
人間に匹敵する知識を持つ獣人族。特定の生業はなく、各所から様々な仕事を受けて生活している。特に意味もなくベルファ島に来た。
ストイ
ベルファ島で自由気ままに過ごしている魔物族の妖精。人語を解する能力を生かし、ベルファ島にある人間族のコミュニティであるニューポートにも出入りしている。
マリ
怪しい科学者。性格に難があり、薬の材料調達にベルファ島に赴くも、協力者探しに苦労する。
クリンスィー
「天園図書館」の司書。『ブレイブダンジョン+魔神少女COMBAT』のみ登場。
ネヴィル
クリンスィーの部下。『ブレイブダンジョン+魔神少女COMBAT』のみ登場。
本編シリーズでは本作より後に発売された『魔神少女 エピソード3 -勇者と愚者-』で初登場しており、本作ではそれに先駆けての登場となる。
ジズー
声 - やびくかりん
「ナイトメア」に迷い込んだ魔神の少女。ナイトメアのボスだが、撃破後に「シェガーショップ」で「ジズーひとりたび」を解放することでプレイヤーキャラクターとして選択可能となる。

### ボスキャラクター
アビスフレイマー
甲羅のついた竜のような姿をした魔物族。「アルヴァスト」のボス。高威力の攻撃を行う。
パラサイコルダ
両腕がチョウのようになっている女性の姿の魔物族。「メディナ」のボス。氷と竜巻を操る。
カンポン
ポンカンのような頭を持つ魔物族。「ウィンフォード」のボス。寝てばかりいるが、回復物質に見せかけた有毒物質の振りまきなどの攻撃を行う。
トライダー
バイコーンのような姿をした魔物族。「ダウンエンド」のボス。全身に帯びた電気を用いて攻撃する。
バジェル
声 - まめこ
背中に悪魔のような翼のついた魔物族の少女。「ゴッズヒル」のボス。撃破後は姿を変え再び襲い掛かる。

### その他の人物
ルグリ
声 - 浜田夏樹
ベルファ島の宿屋の女主人。どのような種族であっても受け入れており、島における人間族の人口が減った後も、冒険者たちのために商売を続けている。
ナレーション
声 - 北山亭メンソーレ

## 魔神少女COMBAT
魔神少女シリーズやブレイブダンジョンのキャラクターが描かれたカードを用いて対戦を行うNintendo Switch版収録のモード。1人用の「クエストモード」の物語は、主人公の少年がカードゲーム「コンバット」の頂点を目指して奮闘するという内容で、ブレイブダンジョンとは世界観が異なる。
各カードにはじゃんけんのグー、チョキ、パーを用いた三すくみの属性が付与されており、有利な属性のカードは一定の確率で威力3倍のクリティカルアタックを行う。また、クエストモードでは対戦を重ねてレベルが上がるごとにステータスが上昇し、レベル30になるとより強いカードに「進化」させることもできる。
対戦前に、3枚のカードを対戦順にセットする。各カードには、対戦中に特別な効果をもたらす「マジックアイテム」を所持させることができるが、アイテムごとに一定数の「シェガー」が必要となり、各カードのステータスの一つである「シェガー」の値の合計から消費される。また、カードの組み合わせによっては「チームスキル」が発動することもある。対戦開始後は自動で進行し、3戦中2勝以上した側の勝利となる。クエストモードで勝利すると、初回対戦時は必ず、2回目以降は一定確率で新たなカードを1枚取得できる。

## 主題歌
輝きのメソッド
作詞：まろん、作曲・編曲：来兎、歌：手登根優貴（ブレイブダンジョン）、聖奈（ブレイブダンジョン+魔神少女COMBAT）

## 評価
『ブレイブダンジョン』はファミ通クロスレビューでは7、8、8、8の31点でシルバー殿堂入り。レビュアーは「低価格ではあるがポイントを押さえた作り」「ゴハンタイムによる成長要素がユニーク」「移動、戦闘のシステムが快適」「一発逆転の大魔法が絶妙のタイミングで発動できてストレスを溜めない」「2周目以降の高難易度ダンジョンがあるのは○」「ドット絵のアニメーションが可愛い」とした一方、「キャラ立ちしているのにストーリー性がやや弱い」とした。